# 無水フタル酸
無水フタル酸(むすいフタルさん、phthalic anhydride)は、芳香族カルボン酸無水物。フタル酸を硫酸を用いて分子内脱水することで得られる。元々安定な化合物を分子内で脱水することで得られる物質なので、他のカルボン酸無水物と同じように水と反応してもとのフタル酸に変化する。
無水フタル酸の2016年度日本国内生産量は158,500t、消費量は11,349tである。
無水フタル酸とフェノールを分子間脱水により結合することでフェノールフタレインが得られる。これは酸塩基指示薬として広く用いられる。また、無水フタル酸と一級アミンを加熱することによりフタルイミドが得られる。これはアミノ基の保護基として用いられ、水酸化ナトリウム水溶液と加熱、あるいはヒドラジンと処理することによって元のアミンを再生する。